# Фишева Гора
Фишева Гора — деревня в Тихвинском городском поселении Тихвинского района Ленинградской области.

## История
Деревня Фишева Гора упоминается в переписи 1710 года в Климантовском Колбежском погосте Заонежской половины Обонежской пятины.
Как деревня Фишовец, состоящая из 51 крестьянского двора, она обозначена на «Специальной карте западной части России» Ф. Ф. Шуберта 1844 года.

ФИШЕВАЯ ГОРА (ФИШОВЕЦ) — деревня Стретиловского общества, прихода Знаменской Градской церкви. Река Тихвинка.

Крестьянских дворов — 46. Строений — 60, в том числе жилых — 42. Кожевенный и свечной завод.

Число жителей по семейным спискам 1879 г.: 111 м. п., 105 ж. п.; по приходским сведениям 1879 г.: 106 м. п., 106 ж. п.

В конце XIX — начале XX века деревня административно относилось к Костринской волости 3-го земского участка 1-го стана Тихвинского уезда Новгородской губернии.

ФИШЕВА ГОРА (ФИШОВЕЦ) — деревня Стретиловского общества, дворов — 49, жилых домов — 48, число жителей: 126 м. п., 138 ж. п. 

Занятия жителей — земледелие. Река Тихвинка. Часовня, смежна с городом Тихвином. (1910 год)

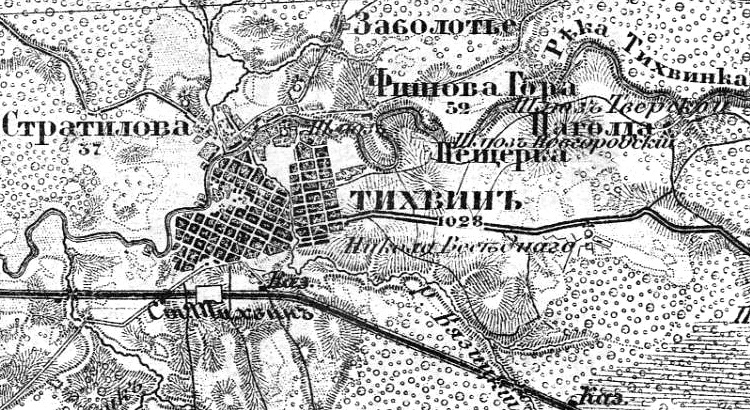
Деревня Фишева Гора на карте 1913 года

Согласно карте Петроградской и Новгородской губерний 1913 года деревня называлась Фишова Гора насчитывала 52 двора.
С 1917 по 1918 год деревня Фишева Гора входила в состав Костринской волости Тихвинского уезда Новгородской губернии. 
С 1918 года в составе Череповецкой губернии.
С 1924 года в составе Пригородной волости.
С 1927 года в составе Фишевогорского сельсовета Тихвинского района.
В 1928 году население деревни Фишева Гора составляло 128 человек.

Деревня Фишева Гора на карте 1932 года

Согласно карте Ленинградской области Северо-западного аэрогеодезического треста ГГУ издания 1932 года деревня насчитывала 34 крестьянских двора.
По данным 1933 года деревня Фишева Гора являлась административным центром Фишевогорского сельсовета Тихвинского района, в который входили 6 населённых пунктов: деревни Заболотье, Лазаревичи, Паголда, Пещерка, Стретилово, Фишева Гора, общей численностью населения 1336 человек.
По данным 1936 года в состав Фишевогорского сельсовета входили 7 населённых пунктов, 296 хозяйств и 5 колхозов.
С 1954 года в составе Лазаревичского сельсовета.
В 1961 году население деревни Фишева Гора составляло 231 человек.
По данным 1966, 1973 и 1990 годов года деревня Фишева Гора также входила в состав Лазаревичского сельсовета и являлась его административным центром.
В 1997 году в деревне Фишева Гора Лазаревичской волости проживали 98 человек, в 2002 году — 149 (русские — 98 %).
В 2007 году в деревне Фишева Гора Тихвинского ГП проживали 142 человека, в 2010 году — 100, в 2012 году — 153, в 2025 году — 137 человек.

## География
Деревня расположена в юго-западной части района, к северу и смежно с городом Тихвин, к югу от автодороги А114 (Вологда — Новая Ладога) и к востоку от автодороги 41А-009 (Лодейное Поле — Чудово).
Расстояние до административного центра поселения — 1 км.
Расстояние до ближайшей железнодорожной станции Тихвин — 2 км.
Деревня находится на правом берегу реки Тихвинка.

## Демография
| 1879 | 1910 | 1928 | 1961 | 1997 | 2002 | 2007 |
| ---- | ---- | ---- | ---- | ---- | ---- | ---- |
| 216  | ↗264 | ↘128 | ↗231 | ↘98  | ↗149 | ↘142 |
| 2010 | 2012 | 2017 |      |      |      |      |
| ↘100 | ↗153 | ↗160 |      |      |      |      |

### Национальный состав
Согласно данным Всероссийской переписи населения 2021 года в деревне проживали 125 человек, из них:
 русские — 122, другие национальности — 3 человека.

## Улицы
Дачная, Полевая, Садовый переулок, Фишева Гора, Фишевский переулок.